# جواز سفر نيبالي
تصدر جوازات السفر النيبالية للمواطنين النيباليين للسفر الدولي.
جوازات السفر النيبالية العادية ذات لون بني. على الجواز شعار نيبال في المنتصف. كُتبت الكلمتان النيبالية: राहदानी وनेपाल والكلمتان الإنجليزية :PASSPORT وNEPAL. يحتوي جواز السفر الإلكتروني العادي إما على 34 صفحة أو 66 صفحة.

## الرسوم
رسوم جوازات السفر الإلكترونية العادية: 5000 روبية نيبالية (للبالغين 34 صفحة)، 10000 روبية نيبالية (للبالغين 66 صفحة)، 12000 روبية نيبالية (الخدمة السريعة، 34 صفحة)، 20000 روبية نيبالية (الخدمة السريعة، 66 صفحة). يُطلب من المتقدمين للحصول على جوازات سفر نيبالية دفع مبلغ 15000 روبية نيبالية أو 12000 روبية نيبالية لمكتب إصدار جواز السفر النيبالي لإصدار جواز سفر في نفس يوم تقديم الطلب أو في اليوم التالي ليوم تقديم الطلب. تُعفى جوازات السفر الرسمية والدبلوماسية من الرسوم.

## متطلبات التأشيرة

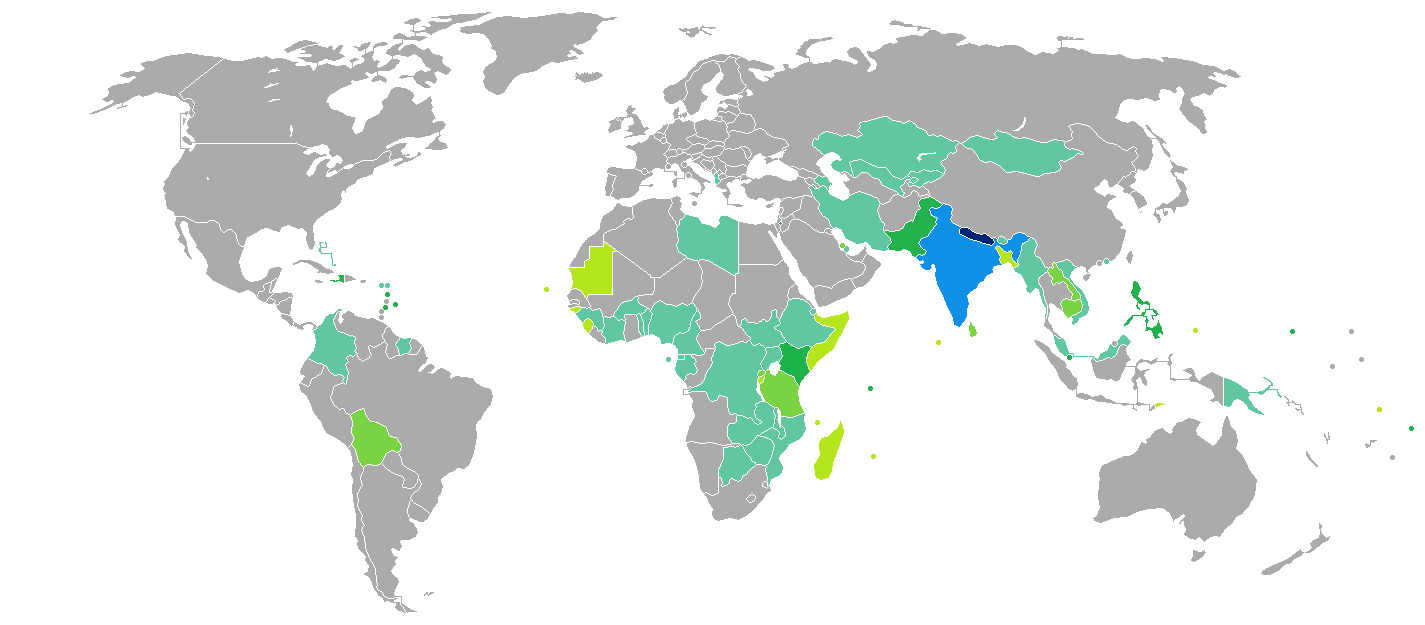
البلدان والأقاليم التي لا تفرض تأشيرة أو تطلب تأشيرة دخول عند الوصول للجهة، لحاملي جوازات السفر النيبالية العادية.

اعتبارًا من 2 يوليو 2019 كان المواطنون النيباليون يتمتعون بالدخول بدون تأشيرة أو تأشيرة عند الوصول إلى 38 دولة وإقليم، مما أدى إلى تصنيف جواز السفر النيبالي رقم 102 من حيث حرية السفر وفقًا مؤشر هينلي لجوازات السفر.

## معرض

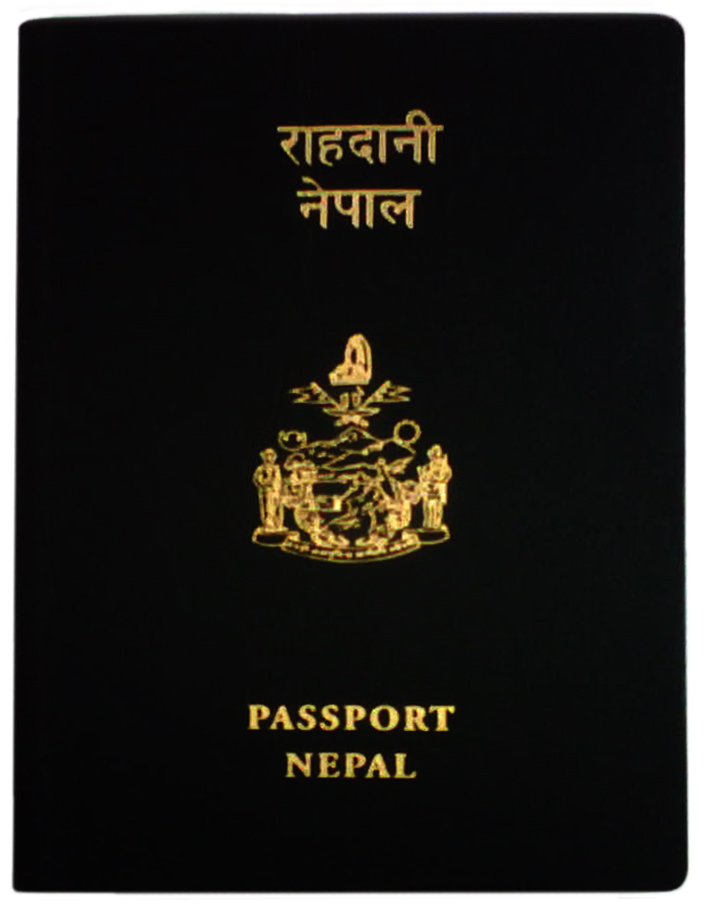
جواز السفر النيبالي (القديم)
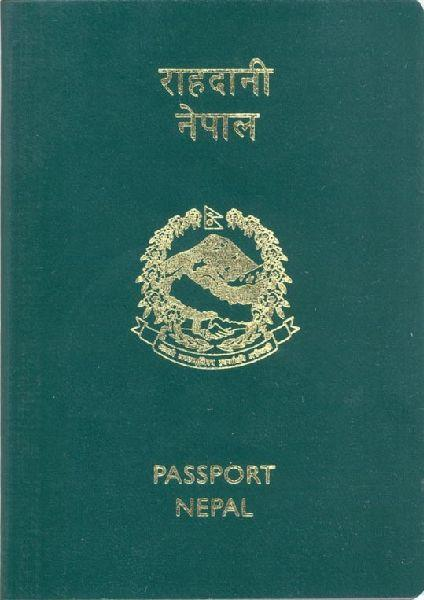
غلاف جواز السفر النيبالي المقروء آليًا